# Aflam TV
Aflam TV o Assabià (la settima), è il settimo canale televisivo pubblico marocchino, con una programmazione dedicata ai film.

## Presentazione
Il canale è stato inaugurato nel maggio del 2008 dalla SNRT. È il primo canale marocchino dedicato ai film, alle serie televisive e al teatro.